# Scottish Power
ScottishPower Plc — британская вертикально-интегрированная энергетическая компания. Штаб-квартира — в Глазго.

## История
Основана в 1990 году в рамках подготовки к приватизации шотландской энергетической отрасли (состоявшейся в 1991 году). В 2000 году поглотила компанию Pacificorp, осуществлявшую электроснабжение на западе США (в 2006 году продала её компании MidAmerican Energy Holdings Company, контролируемой Berkshire Hathaway Уоррена Баффета).
В 2005 году компанию пыталась поглотить германская E.ON (однако совет директоров ScottishPower отверг её предложения).
В августе 2007 года ScottishPower была поглощена испанской энергетической компанией Iberdrola в сделке стоимостью 11,6 млрд фунтов стерлингов ($23,2 млрд).

## Собственники и руководство
Главный управляющий — Филип Бауман (Philip Bowman).
Неисполнительные директора: Джон Керр и др.

## Деятельность
В сферу деятельности ScottishPower входит генерация, передача и розничная продажа электроэнергии потребителям. Электростанции компании (среди них — тепловые угольные, ветряные и др.) имеют общую мощность 6200 МВт. Компания имеет филиалы в США и Канаде.
Численность персонала — 9,5 тыс. человек (2005). Выручка компании в 2005 году составляла $10,37 млрд; чистая прибыль — $1,07 млрд.

## Логотип
Сменил 1 логотип. Нынешний — 2-й по счёту.
- В 1990—2007 годах логотипом были треугольники фиолетового и бирюзового цветов, справа от них слово «ScottishPower» чёрного цвета.
- С 2007 по настоящее время логотипом являются три листа зелёного, голубого и жёлтого цветов (логотип Iberdrola), внизу слово «ScottishPower» зелёного цвета.